# David Inglish
David „Dave“ S. Inglish ist ein US-amerikanischer Technologe in der Filmbranche.

## Leben
David Inglish begann seine Karriere in der Filmbranche in den 1960er Jahren beim Unternehmen Walt Disney Imagineering. 1978 entwickelte er dort gemeinsam mit Don Iwerks, Bob Otto und David Snyder das Automatic Camera Effects System (ACES).
Ab Anfang der 1980er Jahre war Inglish in technischen Funktionen an der Entstehung von Disney-Filmen beteiligt. Beim Science-Fiction-Film Tron, einem der ersten Spielfilme längeren computergenerierten Sequenzen, war Inglish für die Computersysteme und Softwareentwicklung verantwortlich.
Ab 1985 war Inglish Projektleiter für das von Disney und später Pixar vorangetriebene Projekt für das Computerized Animation Production System (CAPS). 1987 fungierte er als Produzent des ersten rein computeranimierten Disney-Kurzfilms Oilspot and Lipstick. Später folgten Tätigkeiten als technischer Leiter bei Filmproduktionen wie Die Schöne und das Biest, Aladdin, Der König der Löwen und Pocahontas.
1996 wechselte Inglish zu den Universal Studios, wo er als Leiter der Abteilung Audio- und Videotechnik tätig war.
Inglish war seit 1992 ein Mitglied der Academy of Motion Picture Arts and Sciences (AMPAS), wo er langjähriges Mitglied des Ausschusses für wissenschaftliche und technische Fragen war. 2003 war er eines der Gründungsmitglieder des Wissenschafts- und Technologierats der Academy. Am 9. Februar 2008 wurde Inglish beim Scientific and Technical Achievement Awards Dinner für sein jahrzehntelanges Wirken in der Filmbranche mit der John A. Bonner-Medaille ausgezeichnet.

## Filmografie
- 1982: Tron (Computersysteme und Softwareentwicklung)
- 1987: Oilspot and Lipstick (Kurzfilm; Produzent)
- 1991: Die Schöne und das Biest (Beauty and the Beast; Technischer Leiter)
- 1991: Aladdin (Technischer Leiter)
- 1993: Roger auf Abwegen (Trail Mix-Up, Kurzfilm; Technischer Leiter)
- 1994: Der König der Löwen (The Lion King; Technologie-Manager: Technische Anlagen und Hardware)
- 1995: Pocahontas (Leiter der technischen Anlagen und Tätigkeiten)
- 1995: Micky Monster Maus (Runaway Brain, Kurzfilm; Technik)

## Auszeichnungen
- 2008: Auszeichnung mit der John A. Bonner-Medaille „in Anerkennung seiner herausragenden Leistungen und seines Engagements bei der Aufrechterhaltung der hohen Standards der Academy of Motion Picture Arts and Sciences“[5]